# Bubble Bees
Bumble Bees é uma canção do grupo dinamarquês de dance-pop Aqua. Foi lançado em agosto do ano 2000 como décimo primeiro single do grupo e o terceiro do álbum Aquarius. A canção ficou na posição de número 6 na Dinamarca e número 34 na Suécia.

## Lista de Faixas

### Denmark 'CD Single'[1]
1. "Bumble Bees" (Radio Edit) 3:50
2. "Bumble Bees" (K-Klass Classic Radio Edit) 3:52

### Europe CD Single
1. "Bumble Bees" (Radio Edit) 3:52
2. "Bumble Bees" (K-Klass Classic Klub Mix) 6:04
3. "Bumble Bees" (Hampenberg's Pop Mix) 6:38
4. "Bumble Bees" (Sharp Carnival Remix) 7:00

### Australian CD Single
1. "Bumble Bees" (Radio Edit) 3:52
2. "Bumble Bees" (K-Klass Classic Klub Mix) 6:04
3. "Bumble Bees" (Hampenberg's Pop Mix) 6:38
4. "Bumble Bees" (Sharp Carnival Remix) 7:00
5. "Bumble Bees" (Jay Jay Mix) 5:22
6. "Bumble Bees" (Raz Club Mix) 5:37

### Japanese CD Single
1. "Bumble Bees" (Radio Edit) 3:53
2. "Bumble Bees" (K-Klass Classic Radio Edit) 3:52
3. "Bumble Bees" (K-Klass Classic Klub Mix) 6:05
4. "Bumble Bees" (Hampenberg's Pop Mix) 6:40
5. "Bumble Bees" (Sharp Carnival Remix) 7:01
6. "Bumble Bees" (Jay Jay Mix)

### Denmark Promo CD
1. "Bumble Bees" (K-Klass Classic Klub Mix) 6:04
2. "Bumble Bees" (Sharp Carnival Remix) 7:00
3. "Bumble Bees" (Sharp Carnival Dub) 6:59
4. "Bumble Bees" (Radio Edit) 3:52
5. "Bumble Bees" (Hampenberg's Pop Mix) 6:38
6. "Bumble Bees" (Jay Jay Mix) 5:22
7. "Bumble Bees" (Raz Club Mix) 5:37
8. "Bumble Bees" (Dawich Remix) 5:20

### Australian Digital Download (26 September 2017)
1. "Bumble Bees" 3:53
2. "Bumble Bees" K-Klass Classic Klub Mix) 3:51
3. "Bumble Bees" (K-Klass Classic Klub Mix) 6:05
4. "Bumble Bees" (Hampenberg's Pop Mix) 6:40
5. "Bumble Bees" (Sharp Carnival Remix) 7:00
6. "Bumble Bees" (Dreamworld Big Bad Bambi Mix) 5:00
7. "Bumble Bees" (Jay Jay Mix) 5:24
8. "Bumble Bees" (Raz Club Mix) 5:40
9. "Bumble Bees" (Dawich Mix) 5:22

## Desempenho nas tabelas musicais

### Tabela musical
| Tabela musical (2000)               | Posição de pico |
| ----------------------------------- | --------------- |
| Austrália - (ARIA)                  | 65              |
| Dinamarca - (IFPI)                  | 6               |
| Europa - (Eurochart Hot 100)        | 38              |
| Alemanha - (Official German Charts) | 96              |
| Itália - (FIMI)                     | 47              |
| Suécia - (Sverigetopplistan)        | 34              |

## Videoclipe
O videoclipe da música foi um dos cinco vídeos de Aqua dirigidos por Peder Peders. Ele parodiou o status do grupo como uma "barbie band"; este status foi obtido devido ao sucesso de seu hit "Barbie Girl". Ele apresentou o grupo tentando fazer um bom videoclipe da música, mas sendo prejudicado por um diretor pobre, equipamentos defeituosos e o peso de René Dif.